# Toni Ionescu
Toni Ionescu (n. 12 ianuarie 1969 în  Urziceni, Ialomița),nume la naștere Ionescu Antonio Aurelian, este un actor român. A fost cooptat în grupul Trăsniții în anul 2003.
Toni și-a început activitatea artistică în emisiunea "Chestiunea zilei" și a continuat cu comedy-show-urile "Tilică, steluță de cinema", "Pitici și tătici" si, nu în ultimul rând, cu serialul "Trăsniți în NATO", unde interpretează rolul unui sergent autoritar, incult și grobian. 
Toni este pasionat de filme, printre actorii săi preferați numărându-se Charlie Chaplin, Jerry Lewis și Stan Laurel, iar producția cinematografică pe care ar revedea-o ori de câte ori ar avea ocazia este "Dictatorul".

## Filmografie
- Garcea și oltenii (2002) - Zbârcea
- Trăsniții (2003) - Mârlanu sau Sergent Mârlanu
- Pitici și tătici (2003) - Toni Ionescu
- Secretele Președintelui (2021) - Mârlanu